# Johann Friedrich Eisenhut

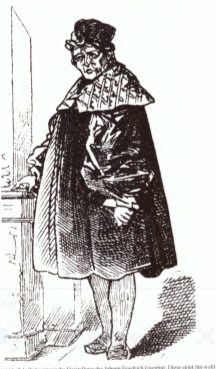
Johann Friedrich Eisenhut, dargestellt mit dem Wiener Ratshut

Johann Friedrich Eisenhut (* 13. Mai 1667 in Kirchenthumbach; † 17. Juni 1749 in Wien) war ein Oberpfälzer Schneider, Hoflieferant zu Wien und Stifter.

## Herkunft
Johann Friedrich war der älteste Sohn von neun Kindern des vermutlich aus Schlammersdorf stammenden Ehepaares Georg und Margareta Eisenhut. Dieses hatte sich 1667 nach dem Dreißigjährigen Krieg in Thumbach ansässig gemacht. Georg Eisenhut erwarb nach seiner Militärzeit als Fourier in Kirchenthumbach das öd gelegene Haus Nr. 6 unmittelbar neben der Pfarrkirche, auf dem eine Handwerkergerechtsame lag, so dass er das Schneiderhandwerk ausüben durfte.

## Aufstieg in Wien
Johann Friedrich hat bei seinem Vater das Schneiderhandwerk gelernt und sich nach seiner Lehr- und Gesellenzeit auf die für Schneider vorgeschriebene Walz gemacht, die ihn schließlich nach Wien geführt hat. Wien war nach dem Sieg über die Türken 1683 eine aufblühende Stadt. Hier hat er am 16. April 1690 mit 23 Jahren die Schneiderswitwe Maria Monica Lechner, dritte Frau des verstorbenen Schneiders Philipp Lechner, geehelicht. Dies eröffnete ihm die Möglichkeit, in Wien sein Gewerbe als Meister auszuüben und 1691 das Bürgerrecht zu erwerben. Das Ehepaar bekam schnell Kinder (Anna Susanna Teresia, Taufeintrag vom 21. Februar 1691; Christian Anton, Taufeintrag vom 6. Oktober 1692; Johannes Friedrich, Taufeintrag vom 6. März 1695; Johannes Andreas Joseph, Taufeintrag vom 6. März 1695). Nach dem Tod seiner ersten Frau († 28. Juni 1698) verehelichte er sich am 3. Februar 1699 mit Anna Catharina Mannlin, Tochter eines „bürgerlichen Greißlers“. Dieser war zum einen ein Krämer, aber auch ein umtriebiger Kaufmann mit besten gesellschaftlichen Beziehungen. Aus der Ehe gingen acht Kinder hervor, von denen der jüngste Ferdinand Anton Wolfgang (Taufeintrag vom 19. Oktober 1714) sein späterer Alleinerbe wurde. Die Greißlertochter Anna Catharina ist am 18. April 1722 mit 47 Jahren verstorben.
Vermutlich über die Beziehungen seines Schwiegervaters erreichte er 1718 einen Liefervertrag mit der kaiserlichen Hofkammer. Der Vertrag vom 4. April 1718 war gezeichnet von Graf Franz Wolfgang Anton Josef Eustach von Starhemberg und dem Präsidenten der Hofkammer Johann Franz Anton Graf Walsegg. Für den Kriegszug nach Ungarn sollte eine größere Menge österreichischen Gebirgsweins, Lager- und Kornbranntwein, dann Nahrungsmittel wie Butter, Schmalz, Gries, Trockenobst und Gewürze geliefert werden. Der Wert der geforderten Waren belief sich auf 48.290 Gulden und 36 Kreuzer. Der Vertrag versprach auf der einen Seite zwar großen Gewinn, enthielt aber andererseits etliche Risiken, z. B. waren die Liefertermine genau festgelegt und die Waren mussten auf eigene Gefahr in die Kriegsgebiete durchgeführt werden; zudem war die Zahlungsmoral der Hofkammer nicht die beste, sodass immer wieder unerledigte Geldforderungen des Eisenhut an die kaiserliche Hofkammer belegt sind. Von Eisenhut ist auch bekannt, dass größere Mengen an Uniformen an das Regiment von Wilhelm Reinhard von Neipperg oder 1722 an das von Jung-Daun (gemeint ist Heinrich Josef von Daun) geliefert wurden. Diese Regimenter bestanden aus 2000 bis 3000 Soldaten, die mit Monturen ausgestattet werden mussten. Vom 30. April 1729 findet sich im Wiener Diarium ein Bericht über den Schneidermeister, der mit 20 Gesellen auf einem eigenen Schiff nach Orșova aufgebrochen ist, um ein kaiserliches Regiment neu einzukleiden.
Johann Friedrich hat in Wien nach seiner ersten Heirat 1699 zur Miete in der Inneren Stadt gegenüber dem Bischofshof gewohnt. Nach 1700 sind offensichtlich zwei Häuser im Schottenviertel (beim Arsenal) in seinen Besitz gekommen, ab dem 19. Mai 1717 bis 1743 ebenso das Anwesen Singerstraße 8 und von 1726 bis 1730 ein Jagdhaus im Prater. Er selbst blieb aber im sog. Pentenrieder Haus hinter dem Stephansdom wohnen. 1717 wurde er in den „Äußeren Stadtrat“ berufen.

## Stiftungen und Nachlass
Er gehörte (zeitweise auch als Rektor) zu der „Bruderschaft der 72 Jünger Christi“, zugehörig dem Domkapitel Wien. Diese Bruderschaft beschloss 1709 die Errichtung eines Kalvarienberges in Hernals, der im Türkenkrieg zerstört worden war. Das Geld dafür (82.000 Gulden) stammte von Johann Friedrich Eisenhut und seinem Rektoratskollegen Georg Neuhauser, Branntweinbrenner und Mitglied im Äußeren Rat der Stadt Wien. Der Kalvarienberg (heute Kalvarienbergkirche (Wien)) wurde zum Ziel einer beliebten Wallfahrt vom Stephansdom nach Hernals.
Johann Friedrich gilt auch als Stifter einer Kapelle (heute Wallfahrtskirche Maria Zell) bei Kirchenthumbach. Anlass war ein Überfall, der auf ihn und den Mitreisenden Ferdinand Nothelfer („Visierschneider“, d. h. Masken- und Haubenschneider) am Wienerberg bei einer Fahrt nach Graz verübt wurde. Nach der mehrmals überlieferten Inschrift auf dem Votivbild in der Kirchenthumbacher Kirche soll der Überfall 1714 stattgefunden haben, nach einem Eintrag in dem Mirakelbuch des Österreichischen Mhyrrenberg aber bereits am 15. April 1704, zudem wird hier auf das niederösterreichische Maria Taferl und nicht auf das steirische Mariazell, wie in den Kirchenthumbacher Quellen berichtet, verwiesen. Nach Fertigstellung der Kapelle in Kirchenthumbach durch seinen Schwager Johann Vichtl hat Johann Friedrich Eisenhut ein Gnadenbild der Maria Zeller Madonna nach Kirchenthumbach übersenden lassen. Die jüngste Schwester des Johann Friedrich Eisenhut namens Kunigunda (getauft am 1. April 1686) hat in die Familie Vichtel eingeheiratet und zu ihren Lebzeiten die Pflegschaft für die Kapelle übernommen. Sein Reisegefährte Ferdinand Nothelfer hat der Kirche in Lichtenthal eine zwei Zentner schwere Glocke gestiftet und zu Ehren der Vierzehn Nothelfer weihen lassen. Die sieben Straßenräuber sind übrigens gefasst und am 20. Juli 1706 geköpft worden.
In dem am 14. Januar 1747 aufgesetzten Testament wird im Detail aufgezählt, dass er für die Summe 131.914 Gulden Monturen für verschiedene Regimenter geliefert hat. Darin wird auch auf Ausstände der Hofkammer und die ausstehenden Verzinsungen seiner Darlehen verwiesen. Sein Vermögen vermachte er mit Ausnahme verschiedener Legate seinem jüngsten Söhn Ferdinand Wolfgang von (sic!) Eisenhut. Das Testament enthält auch ein Vermächtnis zum Bau von 19 kleinen Kapellen auf einem Kirchweg oder einer Wallfahrt nach Maria Trost, die den Rosenkranz darstellen sollten, wenn die Außenstände bezahlt sind. Die einzelnen Bauwerke dazu und der Ablauf der Wallfahrt wurden genau beschrieben; ob diese jemals realisiert wurden, ist nicht bekannt.
Der Anregung des Redakteurs F. Rudolf von der Wiener Reichspost vom 5. Januar 1894, man möge in Hernals eine Änderung der Straßennamen, die zu dem Kalvarienberg führen, zugunsten von Neuhauser und Eysenhut vornehmen, ist nicht entsprochen worden.